# Christian Georg Peter Moltke
Christian Georg Peter Greve Moltke, til Bregentved og Turebyholm (født 5. juni 1959 i Haslev) er en dansk godsejer, hofjægermester og agronom.
Han er søn af kammerherre, hofjægermester, greve Hans Hemming Joachim Christian Moltke og hustru og er uddannet agronom. Moltke blev hofjægermester 2004 og arvede Bregentved gods 2005. Han er medlem af VL-gruppe 1.

## Familie[1]
Moltke blev gift 1. juli 1989 i Herlufsholm Kirke med sygeplejerske Kirsten Qvist Christensen (født 31. juli 1960 i Næstved), datter af slagtermester Kai Robert Christensen og Erna Emilie Fauerskov Clemmensen Qvist.
Sammen har de sønnerne:
- Greve Frederik Christian Adam Moltke, født 8. maj 1991, død 23. januar 2019 ved en skiulykke i Japan.[3]
- Greve Gustav Otto Robert Moltke, født 26. dec. 1992.
- Greve Otto Joachim Peter Moltke, født 16. aug. 1997.